# Leovigildo López Fitoria
Leovigildo López Fitoria (Boaco, 7 de junio de 1927 - Diriá, 5 de agosto de 2016), fue un sacerdote y obispo nicaragüense que en su último cargo, se desempeñó como Obispo emérito de Granada.

## Biografía
Fue ordenado sacerdote el 11 de julio de 1954 para la congregación de la misión. 
Fue electo como VI obispo de la diócesis de Granada el 7 de julio de 1972 y consagrado como tal el 7 de octubre de 1972 por Lorenzo Antonetti, Arzobispo titular de Rusellae y sus Co-Consagradores fueron, Jose Eduardo Alvárez Ramírez, CM, Obispo de San Miguel y Manuel Salazar y Espinoza, Obispo de León.
En su labor pastoral se preocupó mucho por la formación de sacerdotes y la formación del seminario de la diócesis de Granada.
Fue aceptada su renuncia el 15 de diciembre de 2003. 
Falleció el 5 de agosto de 2016. Sus restos descansan en la iglesia Santiago de Boaco.